# Qaram Qul (distrikt)
Qaram Qul är ett distrikt i Afghanistan. Det ligger i provinsen Faryab, i den norra delen av landet, 500 kilometer nordväst om huvudstaden Kabul. Administrativ huvudort är Qaram Qul.
Distriktet beräknades år 2022 ha cirka 23 000 invånare.